# خرمانووا
خِـرمانووا (لهستانی: Hermanowa؛ [xɛrmaˈnɔva]) یک روستا در گمینا تچن در جنوب شرقی کشور لهستان است که در شهرستان ژشوف و استان پودکارپاتسکیه واقع شده‌است.